# (18999) 2000 RC60
(18999) 2000 RC60 est un astéroïde de la ceinture principale d'astéroïdes découvert en 2000.

## Description
(18999) 2000 RC60 a été découvert le 8 septembre 2000 à Višnjan, une municipalité située dans le comitat d'Istrie en Croatie, par Korado Korlević.

### Caractéristiques orbitales
L'orbite de cet astéroïde est caractérisée par un demi-grand axe de 2,80 UA, un périhélie de 2,23 UA, une excentricité de 0,20 et une inclinaison de 5,41° par rapport à l'écliptique. Du fait de ces caractéristiques, à savoir un demi-grand axe compris entre 2 et 3,2 UA et un périhélie supérieur à 1,666 UA, il est classé, selon la JPL Small-Body Database, comme objet de la ceinture principale d'astéroïdes.

### Caractéristiques physiques
(18999) 2000 RC60 a une magnitude absolue (H) de 14,3 et un albédo estimé à 0,096.